# Warschaupact

De landen van het Warschaupact tot 1968

Het Warschaupact was een militair bondgenootschap van communistische landen, dat tussen 1955 en 1991 heeft bestaan. Het werd op voorstel van Sovjetpartijleider Nikita Chroesjtsjov opgericht als tegenhanger van de NAVO. Officieel spraken de lidstaten van het Verdrag van Warschau.

## Leden

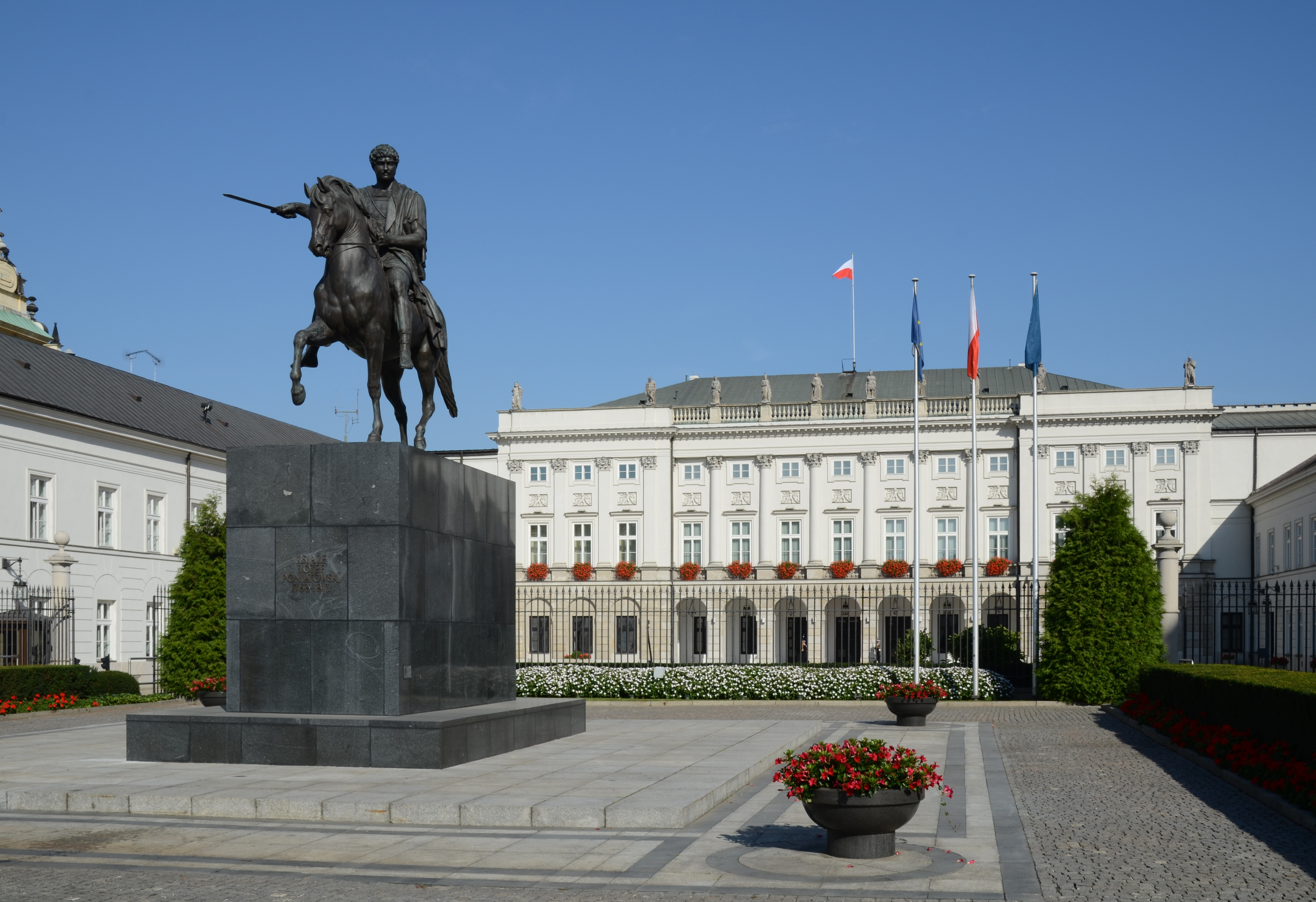
Presidentieel paleis in Warschau waar het verdrag werd ondertekend

Het verdrag werd op 14 mei 1955 in de Poolse hoofdstad Warschau als reactie op het toetreden van de Bondsrepubliek Duitsland tot de NAVO ondertekend door de Sovjet-Unie, Albanië, Bulgarije, Roemenië, de DDR, Hongarije, Polen en Tsjecho-Slowakije. Daarmee waren op een na alle socialistische (marxistisch-leninistische) staten in Oost-Europa lid: alleen Joegoslavië bleef erbuiten. Dat land had in april 1955 deelgenomen aan de Bandungconferentie, die in 1961 zou leiden tot de Beweging van Niet-Gebonden Landen. De leden van het pact beloofden elkaar te verdedigen indien een of meer leden zouden worden aangevallen.
Albanië stapte in 1968 uit het Warschaupact, nadat Sovjettroepen in Tsjecho-Slowakije de Praagse Lente hadden beëindigd. Vanaf 1961 was Albanië nog slechts op papier lid geweest, nadat dat land partij had gekozen voor China in de ideologische strijd tegen de hervormingen en destalinisatie in de Sovjet-Unie. Ook de DDR maakte het einde van het Warschaupact niet mee: dat land had met de Duitse hereniging op 3 oktober 1990 opgehouden te bestaan.

## Verdragstekst
Het verdrag telt 11 artikelen, enkele belangrijke zijn:
- Artikel 1, hierin verklaren de leden af te zien van het gebruik van geweld om internationale conflicten op te lossen.
- Artikel 3, de leden zullen elkaar informeren en consulteren bij belangrijke internationale kwesties die de gemeenschappelijke belangen van de leden aangaan. Dit zal onmiddellijk gebeuren als een van de leden zich militair bedreigd voelt.
- Artikel 4, hierin staat dat bij een vijandelijke aanval op een van de leden de andere leden individueel of gemeenschappelijk het aangevallen lid te hulp zullen komen. Na een besluit van de Veiligheidsraad van de Verenigde Naties om de rust en vrede te herstellen trekken de overige leden van het Warschaupact zich terug uit de strijd.
- Artikel 5, besloten wordt een gemeenschappelijk militair commando op te zetten.
- Artikel 7, de leden beloven geen internationale verdragen te sluiten die in conflict zijn met de afspraken van dit pact.
- Artikel 8, de relaties tussen de ondertekenaars zijn gebaseerd op onderlinge onafhankelijkheid en respect voor nationale soevereiniteit.
- Artikel 9, hier staat dat andere landen, onafhankelijk van hun sociale en politieke systeem, zich kunnen aansluiten.
- Artikel 11, het verdrag kent een eerste termijn van 20 jaar. Leden hebben een opzegtermijn van een jaar. Wordt het verdrag niet opgezegd dan wordt de termijn met 10 jaar verlengd.

Het verdrag werd in korte tijd geratificeerd. Polen was op 19 mei 1955 de eerste en Albanië op 6 juni de laatste. Vanaf 6 juni was het verdrag van kracht.
De politieke organisatie van het Warschaupact was in handen van een "Politiek Consultatief Comité". De militaire organisatie was formeel in handen van het "Gecombineerd Commando van de Strijdkrachten" in Warschau. Deze laatste instelling was een façade voor een militaire organisatie die geheel door de strijdkrachten van de Sovjet-Unie werd beheerst. De functie van "Chef van het Gecombineerd Commando" in Warschau was in handen van een Russische maarschalk, die ook Eerste Plaatsvervangend Chef-Staf van de Sovjet-Strijdkrachten was, maar deze had in die functie geen sleutelpositie in de organisatie. De werkelijke militaire bevelhebber was dezelfde Eerste Plaatsvervangende Chef Staf in zijn rol als "Hoofd van de Gezamenlijke Staf van het Warschaupact".

## Geschiedenis
Tijdens de Hongaarse Opstand van 1956 raakte de Hongaarse overheid verdeeld in twee fracties: één geleid door Imre Nagy en de ander door János Kádár. Om de spanningen te verminderen trokken de troepen van het Warschaupact zich terug uit Hongarije. Toen de fractie van Nagy aankondigde dat Hongarije zich uit het Warschaupact terugtrok, vielen de troepen op uitnodiging van Kádár in oktober opnieuw het land binnen. De troepen onderdrukten het verzet in twee weken.

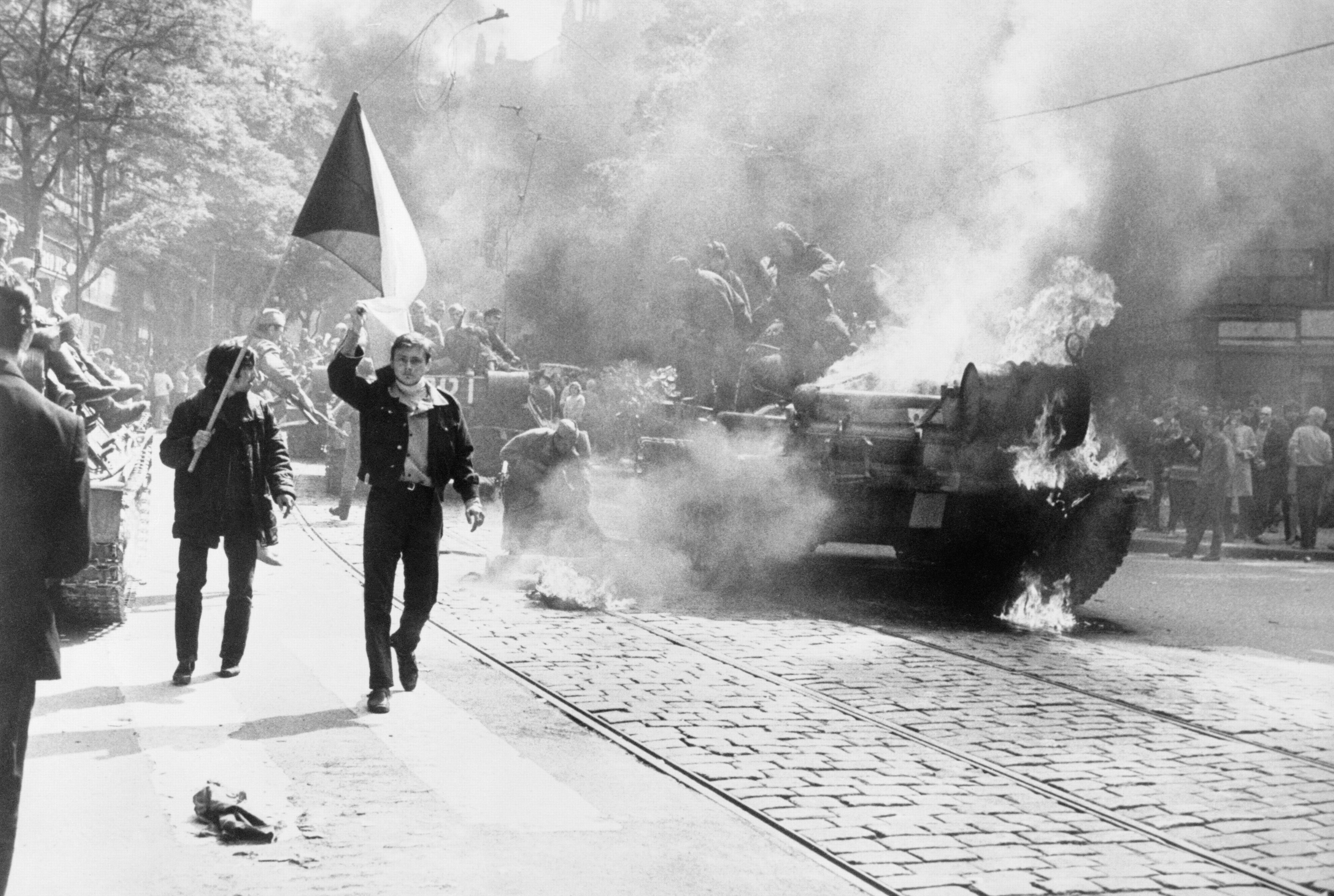
Tsjechen lopen met de nationale vlag langs een brandende tank in Praag (1968)

Troepen van het Warschaupact werden ook tijdens de Praagse Lente van 1968 ingezet. De troepen vielen Tsjecho-Slowakije binnen om de hervormingen uitgevoerd door Alexander Dubčeks regering ongedaan te maken. Deze interventie werd officieel gelegitimeerd door de Brezjnevdoctrine, die luidt dat wanneer krachten die vijandig zijn aan het socialisme een socialistisch land naar het kapitalisme willen brengen, het niet alleen een probleem wordt voor het betrokken land, maar voor alle socialistische landen.
De partijleiders van de lidstaten van het Warschaupact werden tijdens de voorbereiding van de inval in Tsjecho-Slowakije uitgebreid geconsulteerd. Het was de vrees van de partijtop van de DDR, buurland van Tsjecho-Slowakije, voor de eigen bevolking die een doorslaggevende rol speelde bij het besluit om Tsjecho-Slowakije binnen te vallen. Meer burgerlijke vrijheid en een liberalisering van de economie zouden vooral in de DDR de toch al gespannen politieke verhouding tussen partij en bevolking verder doen verslechteren.
Kort na de inval in Tsjecho-Slowakije, op 13 september 1968, trok Albanië zich formeel terug uit het pact, hoewel het land al in 1962 in feite de samenwerking beëindigd had en een pro-Maoïstische, Chinese koers ging varen. Het schafte ook Chinese wapens aan. Albanië lag ingeklemd tussen het niet-gebonden Joegoslavië en NAVO-lidstaat Griekenland, dus alleen al daarom werd Albanië niet op dezelfde wijze tot de orde geroepen als Hongarije. De Roemeense leider Nicolae Ceaușescu noemde de invasie van 1968 een schending van zowel de internationale wetten als de principes van nationale soevereiniteit waarop het Warschaupact was gebaseerd. Volgens hem was enkel collectieve zelfverdediging tegen externe agressie een rechtvaardiging voor het inzetten van Warschaupact-troepen. Er waren dan ook geen Roemeense troepen betrokken bij deze inval. Het machtsmonopolie van zijn eigen communistische partij stelde Ceauşescu echter niet ter discussie, daarom bleef zijn land gespaard voor een dergelijke invasie.

Militaire strijdkrachten NAVO (blauw) en Warschaupact (rood) (1973)

De NAVO en het Warschaupact hebben nooit een rechtstreeks militair conflict gehad, maar bestreden elkaar meer dan 35 jaar in de Koude Oorlog. In december 1988 schafte Michail Gorbatsjov de Brezjnevdoctrine echter af en verklaarde dat de Oost-Europese landen hun eigen koers konden varen. In 1989 begon daarop veel te veranderen in Oost-Europa. De nieuwe regeringen stonden niet meer achter het Warschaupact en in januari 1991 verkondigden Tsjecho-Slowakije, Polen en Hongarije dat ze vanaf de 1 juli 1992 de organisatie niet meer zouden steunen. Bulgarije deed in februari 1991 een soortgelijke aankondiging en het werd duidelijk dat het pact zijn langste tijd gehad had. Het pact werd officieel ontbonden in Praag op 1 juli 1991.

## Post-Warschaupact
Op 12 maart 1999 werden Tsjechië, Hongarije en Polen lid van de NAVO. Bulgarije, Roemenië, Slowakije en de voormalige Sovjetrepublieken Estland, Letland en Litouwen volgden in maart 2004, samen met Slovenië. Op 1 april 2009 werd ook Albanië lid van de NAVO.
De Organisatie voor het Verdrag inzake Collectieve Veiligheid (CSTO) kan gezien worden als een opvolger van het Warschaupact.